# Lještani
Lještani is een plaats in de gemeente Okučani in de Kroatische provincie Brod-Posavina. De plaats telt 15 inwoners (2001).